# Torpedowce typu Hamidiye
Torpedowce typu Hamidiye – tureckie torpedowce z początku XX wieku. W latach 1901–1902 we włoskiej stoczni Ansaldo w Genui zbudowano dwa okręty tego typu. Jednostki weszły w skład marynarki Imperium Osmańskiego w 1902 roku. „Hamidiye” wziął udział w wojnie włosko-tureckiej, podczas której został zatopiony we wrześniu 1911 roku. „„Yunus”” (do 1908 roku „Abdül Mecid”) uczestniczył w I wojnie światowej, a po remoncie w latach 20. służył pod banderą Republiki Turcji do 1929 roku.

## Projekt i budowa
Torpedowce typu Hamidiye zostały zamówione przez Turcję we Włoszech w marcu 1901 roku. Oba okręty zbudowane zostały w stoczni Ansaldo w Genui. Stępki jednostek położono w 1901 roku i w tym samym roku zostały zwodowane.
| Okręt                                | Stocznia | Położenie stępki | Wodowanie | Wejście do służby | Los                        |
| ------------------------------------ | -------- | ---------------- | --------- | ----------------- | -------------------------- |
| „Hamidiye”                           | Ansaldo  | 1901             | 1901      | 1902              | zatopiony 30 września 1911 |
| „Abdül Mecid” (od 1908 roku „Yunus”) | Ansaldo  | 1901             | 1901      | 1902              | wycofany 1929              |

## Dane taktyczno-techniczne
Okręty były torpedowcami z kadłubem wykonanym ze stali. Długość całkowita wynosiła 50,6 metra (47,8 metra między pionami) szerokość 5,6 metra i zanurzenie 1,2 metra . Wyporność normalna wynosiła 145 ton. Jednostki napędzane były przez dwie pionowe trzycylindrowe maszyny parowe potrójnego rozprężania Ansaldo o łącznej mocy 2400 KM, do których parę dostarczały trzy kotły typu Yarrow, także wyprodukowane w macierzystej stoczni . Prędkość maksymalna napędzanych dwiema śrubami okrętów wynosiła 26 węzłów . Zapas węgla wynosił 50 ton.
Na uzbrojenie artyleryjskie jednostek składało się pojedyncze działko kalibru 37 mm Hotchkiss QF L/20 z zapasem 250 nabojów . Broń torpedową stanowiły dwie pojedyncze wyrzutnie kalibru 450 mm z łącznym zapasem czterech torped .
Załoga pojedynczego okrętu składała się z 4 oficerów i 26 podoficerów i marynarzy .

## Służba
„Hamidiye” i „Abdül Mecid” zostały wcielone w skład marynarki wojennej Imperium Osmańskiego w 1902 roku w Stambule . W maju 1908 roku nazwę „Abdüla Mecida” zmieniono na „Yunus” . Podczas wojny włosko-tureckiej „Hamidiye” został 30 września 1911 roku zatopiony przez niszczyciele „Artigliere” i „Corazziere”, a „Yunus” stacjonował w Izmirze (także podczas kolejnego konfliktu, I wojny bałkańskiej) . W trakcie I wojny światowej „Yunus” początkowo zajmował się zwalczaniem okrętów podwodnych na Morzu Marmara, a w 1916 roku został przystosowany do wykonywania zadań trałowych. 1 marca 1918 roku w pobliżu portu Tekirdağ „Yunus” zderzył się z torpedowcem „Draç”, a w październiku okręt odstawiono do rezerwy. Od lutego 1919 roku do 1920 roku „Yunus” służył jako jednostka patrolowa do zwalczania przemytu . W latach 1923–1924 jednostka przeszła remont w Deniz Fabrikaları w Stambule i w 1926 roku podjęła czynną służbę jako okręt łącznikowy . „Yunus” został wycofany ze składu floty w 1929 roku i złomowany w 1935 roku .